# Lekkoatletyka na Letnich Igrzyskach Olimpijskich 1992 – bieg na 400 m przez płotki kobiet
Bieg na 400 metrów przez płotki kobiet podczas XXV Letnich Igrzysk Olimpijskich w Barcelonie rozegrano 2 (eliminacje), 3 (półfinały) i 5 sierpnia 1992 (finał) na Estadi Olímpic de Montjuïc. Zwyciężczynią została reprezentantka Wielkiej Brytanii Sally Gunnell.

## Rekordy

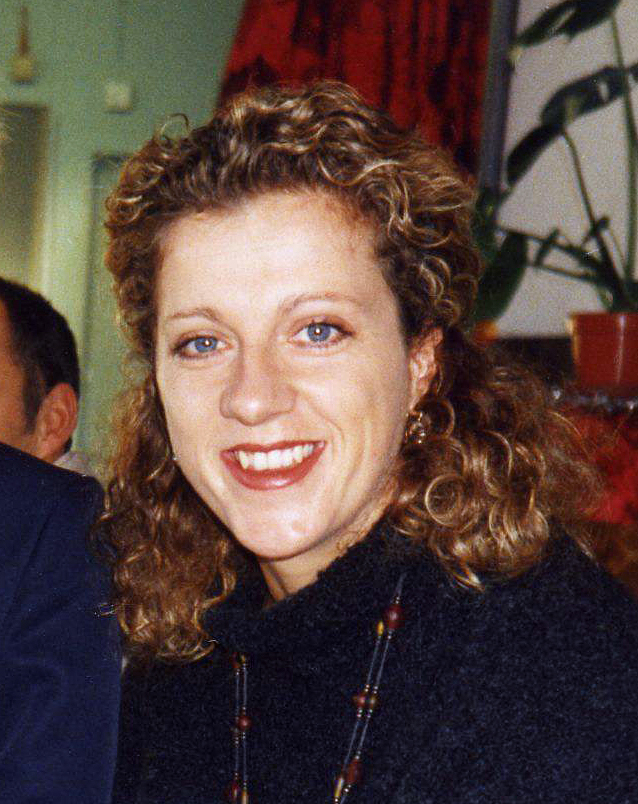
Sally Gunnell

|                   | Zawodniczka          | Narodowość | Czas  | Data                  | Miejsce  |
| ----------------- | -------------------- | ---------- | ----- | --------------------- | -------- |
| Rekord świata     | Marina Stiepanowa    | ZSRR       | 52,94 | 17 września 1986(dts) | Taszkent |
| Rekord olimpijski | Debbie Flintoff-King | Australia  | 53,17 | 28 września 1988(dts) | Seul     |

## Wyniki
| Poz. - pozycja |
| – rekord świata \| – rekord krajowy \| – rekord życiowy \| = – wyrównany rekord życiowy \| · – najlepszy wynik w sezonie \| = – wyrównany najlepszy wynik w sezonie \| – rekord olimpijski |
| Fn – falstart \| DNF – nie ukończyła \| DNS – nie wystartowała \| DSQ – zdyskwalifikowana                                                                                                  |

### Eliminacje
Rozegrano cztery biegi eliminacyjne. Do półfinałów awansowały po trzy najlepsze zawodniczki z każdego biegu (Q) oraz cztery z najlepszymi czasami spośród pozostałych (q).

#### Bieg 1
| Poz. | Zawodniczka           | Narodowość        | Rezultat | Uwagi |
| ---- | --------------------- | ----------------- | -------- | ----- |
| 1    | Sandra Farmer-Patrick | Stany Zjednoczone | 55,12    | Q     |
| 2    | Margarita Ponomariowa | WNP               | 55,36    | Q     |
| 3    | Myrtle Bothma         | Południowa Afryka | 55,60    | Q     |
| 4    | Rosey Edeh            | Kanada            | 55,66    | q     |
| 5    | Louise Fraser         | Wielka Brytania   | 57,49    |       |
| –    | Addo Ndala            | Kongo             | DNF      |       |
| –    | Linda Kisabaka        | Niemcy            | DNS      |       |

#### Bieg 2
| Poz. | Zawodniczka       | Narodowość      | Rezultat | Uwagi |
| ---- | ----------------- | --------------- | -------- | ----- |
| 1    | Tatjana Ledowska  | WNP             | 55,03    | Q     |
| 2    | Heike Meißner     | Niemcy          | 55,62    | Q     |
| 3    | Gowry Retchakan   | Wielka Brytania | 55,62    | Q     |
| 4    | Monica Westén     | Szwecja         | 55,68    |       |
| 5    | Nicoleta Căruțașu | Rumunia         | 57,18    |       |
| 6    | Marta Moreira     | Portugalia      | 58,24    |       |
| 7    | Liliana Chalá     | Ekwador         | 58,55    |       |

#### Bieg 3
| Poz. | Zawodniczka         | Narodowość        | Rezultat | Uwagi |
| ---- | ------------------- | ----------------- | -------- | ----- |
| 1    | Janeene Vickers     | Stany Zjednoczone | 55,24    | Q     |
| 2    | Wiera Ordina        | WNP               | 55,25    | Q     |
| 3    | Deon Hemmings       | Jamajka           | 55,48    | Q     |
| 4    | Nezha Bidouane      | Maroko            | 55,95    | q     |
| 5    | Frida Johansson     | Szwecja           | 56,13    | q     |
| 6    | Donalda Duprey      | Kanada            | 56,37    | q     |
| 7    | Mary-Estelle Kapalu | Vanuatu           | 1:00,97  |       |

#### Bieg 4
| Poz. | Zawodniczka      | Narodowość        | Rezultat | Uwagi |
| ---- | ---------------- | ----------------- | -------- | ----- |
| 1    | Sally Gunnell    | Wielka Brytania   | 54,98    | Q     |
| 2    | Irmgard Trojer   | Włochy            | 55,49    | Q     |
| 3    | Tonja Buford     | Stany Zjednoczone | 56,35    | Q     |
| 4    | Silvia Rieger    | Niemcy            | 56,61    |       |
| 5    | Miriam Alonso    | Hiszpania         | 57,66    |       |
| 6    | Gail Luke        | Australia         | 58,32    |       |
| 7    | Reawadee Srithoa | Tajlandia         | 58,80    |       |

### Półfinały
Rozegrano dwa biegi półfinałowe. Do finału awansowały po cztery najlepsze zawodniczki z każdego biegu (Q).

#### Bieg 1
| Poz. | Zawodniczka     | Narodowość        | Rezultat | Uwagi |
| ---- | --------------- | ----------------- | -------- | ----- |
| 1    | Sally Gunnell   | Wielka Brytania   | 53,78    | Q     |
| 2    | Wiera Ordina    | WNP               | 54,37    | Q     |
| 3    | Janeene Vickers | Stany Zjednoczone | 54,67    | Q     |
| 4    | Deon Hemmings   | Jamajka           | 54,70    | Q     |
| 5    | Nezha Bidouane  | Maroko            | 55,08    |       |
| 6    | Heike Meißner   | Niemcy            | 55,35    |       |
| 7    | Frida Johansson | Szwecja           | 55,85    |       |
| 8    | Donalda Duprey  | Kanada            | 56,30    |       |

#### Bieg 2
| Poz. | Zawodniczka           | Narodowość        | Rezultat | Uwagi |
| ---- | --------------------- | ----------------- | -------- | ----- |
| 1    | Sandra Farmer-Patrick | Stany Zjednoczone | 53,90    | Q     |
| 2    | Margarita Ponomariowa | WNP               | 53,98    | Q     |
| 3    | Tatjana Ledowska      | WNP               | 54,53    | Q     |
| 4    | Myrtle Bothma         | Południowa Afryka | 54,53    | Q     |
| 5    | Gowry Retchakan       | Wielka Brytania   | 54,63    |       |
| 6    | Tonja Buford          | Stany Zjednoczone | 55,04    |       |
| 7    | Rosey Edeh            | Kanada            | 55,76    |       |
| 8    | Irmgard Trojer        | Włochy            | 56,34    |       |

### Finał
| Poz. | Zawodniczka           | Narodowość        | Rezultat |
| ---- | --------------------- | ----------------- | -------- |
| 1    | Sally Gunnell         | Wielka Brytania   | 53,23    |
| 2    | Sandra Farmer-Patrick | Stany Zjednoczone | 53,69    |
| 3    | Janeene Vickers       | Stany Zjednoczone | 54,31    |
| 4    | Tatjana Ledowska      | WNP               | 54,31    |
| 5    | Wiera Ordina          | WNP               | 54,83    |
| 6    | Margarita Ponomariowa | WNP               | 54,83    |
| 7    | Deon Hemmings         | Jamajka           | 55,58    |
| –    | Myrtle Bothma         | Południowa Afryka | DNF      |